# Rizkallah Hassoun
Rizkallah Hassoun (en arabe : رزق الله حسون), né en 1825 à Alep et mort en 1880 à Londres, est un journaliste, fondateur de Mirʾāẗ al-aḥwāl (« Le Miroir des événements »). Il a aussi traduit en arabe les fables d'Ivan Krylov.